# SC Braga
Sporting Braga je portugalský fotbalový klub sídlící ve městě Braga. Byl založen v roce 1921 s názvem Arsenal do Minho. V současné době je jedním z nejlepších týmů nejvyšší portugalské ligy Primeira Liga. V roce 2010 se tento tým účastnil Ligy mistrů. Ve skupině skončil na 3. místě a pokračoval v Evropské lize, kde se probojoval až do finále.

## Úspěchy
- Primeira Liga: 2. místo 2009/10
- Taça de Portugal: vítěz 1965/66, 2015/16, 2020/21; finalista 1976/77, 1981/82, 1997/98, 2014/15 [1]
- Taça da Liga: vítěz 2012/13, 2019/20;[2] finalista 2016/17, 2020/21
- Supertaça Cândido de Oliveira: finalista 1982, 1998, 2016, 2021
- Evropská liga UEFA: finalista 2010/11
- Pohár Intertoto: vítěz 2008

## Známí hráči
| - Roland Linz - Stéphane Demol - Artur - Diego Costa - Elpídio Silva - Pena - Kostadin Kostadinov - Pablo Contreras - Miklós Fehér - Chiquinho Conde - Alberto Rodríguez |  | - António Folha - Eduardo - Jaime Pacheco - João Vieira Pinto - Jordão - José Nunes - Nuno Frechaut - Ricardo Rocha - Sílvio - Tiago - Ricardo Horta - Paulinho |